# Copa Mundial Femenina de Rugby League de 2026
La Copa Mundial Femenina de Rugby League de 2026 será la séptima edición de la Copa Mundial Femenina de Rugby League. 
En julio de 2024 International Rugby League anunció a Australia como sede del torneo, y a Papúa Nueva Guinea como subsede.

## Modo de disputa
Los equipos se dividirán en dos grupos con 4 integrantes cada uno, los grupos se juegan por el sistema de todos contra todos, a una sola rueda. De esta manera, cada equipo disputa tres partidos en la fase de grupos.
El primer y segundo puesto de cada grupo clasifican a las semifinales.

## Selecciones clasificadas
Los seleccionados que clasificaron a las semifinales de la edición 2021 obtuvieron la clasificación automática, los cuatro cupos restantes se definirán mediante clasificatorias regionales.
- Australia
- Francia
- Gales
- Inglaterra
- Nueva Zelanda
- Papúa Nueva Guinea
- Samoa
- Ganador World Series